# БГУ (команда КВН, второй состав)
«БГУ» — команда КВН Белорусского государственного университета. Дважды чемпион Вышей лиги КВН. Обладатель всех главных наград клуба КВН: чемпионство, КиВиН в Золотом, Летний Кубок. Единственная команда, которой проиграла команда Новые армяне.

## Титулы
- 1998 — Чемпион Первой лиги КВН.
- 1999 — Чемпион Высшей лиги КВН.
- 2000 — Обладатель Летнего кубка КВН.
- 2001 — Чемпион Высшей лиги КВН.
- 2001 — Обладатель Большого КиВиНа в Золотом на фестивале «Голосящий КиВиН».
- 2021 — Кубок 60-летия КВН.

## История
После того как первый состав БГУ взял все награды, возникает мысль продолжить успех, но уже свежими силами. Лидерский состав первого состава БГУ начинает сбор второго состава, молодых, среди ярких представителей белорусского КВН. Обязательное требование - быть не только актёром, но и автором.
Команда молодого состава впервые появилась на фестивале «КиВиН-1998» с номером  Белорусские партизаны . По итогам фестиваля команда попадает в Первую лигу, где с первого сезона становится чемпионом и попадает в Высшую лигу.
В сезон 1999 команда входит с лучшими номерами белорусского КВН. В 1/8 финала команда встретилась с командами «Кубанские казаки», «„Динамо“ Тбилиси» и «Ковбои Политеха». Команда занимает первое место и проходит в четвертьфинал. В четвертьфинале команда встречается с командами «Новые армяне», «Утомлённые солнцем» и «Сборная Одессы». Команда занимает второе место, уступив команде «Новые армяне», и проходит в полуфинал. В полуфинале команда встречается с командой «Сборная Санкт-Петербурга» и проигрывает ей, но Александр Васильевич Масляков ввёл Президентское правление и добрал команду в финал. В финале команда встречается с «Новые армяне», «Сборная Санкт-Петербурга» и побеждает, становясь чемпионом 1999 года.
В 2000 году команда участвует в Летнем кубке. Противником стала команда «Дети лейтенанта Шмидта» - чемпион Клуба 1999. В итоге с перевесом 0,5 балла БГУ побеждает.
В 2001 году команда снова участвует в Высшей лиге. К команде присоединяются Вадим Галыгин и Марина Грицук. В 1/8 команда встречается с «Уездным городом», «Тремя толстяками» и «Валеоном Дассоном». Команда занимает второе место, уступив «УЕздному городу», и выходит в четвертьфинал. В четвертьфинале БГУ встречается с командами «УЕздный город», «Четыре татарина», «Сборная Москвы „МАМИ“». В этой встрече БГУ занимает первое место и выходит в полуфинал. В полуфинале БГУ встречается с командой «Сибирские сибиряки» и побеждает, проходя в финал. В финале БГУ встречается с командой «Утомлённые солнцем» и побеждает, став первым чемпионом Клуба 21-го века, а также единственной командой, ставшей чемпионом как в 20-м, так и в 21-м веке. В том же 2001 команда становится обладателем Большого Кивина в Золотом на музыкальном Юрмальском фестивале.
В 2002 году команда участвует в Летнем кубке. Противником стала команда «Уральские пельмени». С перевесом в 1,5 балла команда «Уральские пельмени» побеждает. Это был последний выход команды в полном составе на большую КВН-сцену.
В 2001-2004 годах отдельные члены команды участвовали в специграх клуба в составе сборных команд КВН:
- Виталий Шляппо, Кирилл Папакуль, Андрей Дерьков, Виталий Коломиец, Вадим Галыгин, Марина Грицук — в составе «Сборная XXI века» на Спецпроектах 2001 и 2002 в Международный день КВН.
- «Вадим Галыгин, Марина Грицук и Виталий Коломиец - в составе Сборная СССР» на Летнем кубке 2003 и Специграх 2003 и 2004 в Международный день КВН.

В 2021 команда собралась и объединилась с новыми белорусскими КВНщиками, чтобы принять участие в Кубке 60-летия КВН в Международный день КВН. По голосованию жюри, взяли Кубок 60-летия КВН. Играли против топовых команд клуба: «Сборная Санкт-Петербурга», «Сборная РУДН», «Уральские пельмени», «Махачкалинские бродяги», «Казахи», «СОК», «СТЭПиКо», «Русская дорога», «Борцы — Северный десант», «Азия MIX», «Татнефть» (сборная Татарстана).

## Состав команды
- Виталий Шляппо — капитан команды, актёр, автор
- Кирилл Папакуль — актёр, автор
- Виталий Коломиец — актёр, автор
- Александр Трофимов — актёр, автор
- Андрей Дерьков — актёр, музыкант
- Вадим Галыгин — актёр, автор
- Виктор Толкач — актёр, автор
- Артём Баронецкий — актёр, автор, вокал
- Алексей Ануфриев — актёр, автор
- Анна Розина (Паншина) — актриса, автор
- Марина Грицук — актриса, автор
- Алесь Юкин — актёр, автор
- Александр Ракович — актёр, автор
- Александр Тыкун — актёр, автор
- Александр Демешко — актёр, автор
- Андрей Приведов — актёр, автор
- Александр Булынко — автор
- Алексей Троцюк — автор
- Наталья Петренко (Иванова) — вокал
- Пётр Елфимов — вокал
- Леонид Купридо — автор
- Вячеслав Муругов — автор
- Валентин Карпушевич — автор
- Сергей Олехник — автор
- Кирилл Тищенко — автор, продюсер
- Сергей Турбан — режиссёр
- Сергей Кармазин — художник
- Александр Гаврильчик — автор, директор
- Николай Онищенко — автор, главный администратор

## ПостКВН
Виталий Шляппо — сценарист, продюсер. В составе телеканала СТС (2005—2011). С 2011 — генеральный продюсер и член совета директоров «Yellow, Black and White». С 2017 — основатель и генеральный продюсер «Start» (онлайн-кинотеатр). Действующий член Академии российского телевидения.
Алексей Троцюк — сценарист, продюсер. С 2011 — генеральный продюсер и член совета директоров «Yellow, Black and White». С 2017 — основатель и генеральный продюсер «Start» (онлайн-кинотеатр). С 2021 — креативный директор Мегафон.
Вадим Галыгин — резидент шоу «Comedy Club» (2005—2007, 2011—2014). Первый ведущий шоу «Однажды в России» (28 сентября — 16 ноября 2014 года). Ведущий шоу «Время Г» на телеканале НТВ. Продюсер и главная роль сериала «Галыгин. РУ». Ведущий «Анекдот-шоу» в Одноклассниках. Ведущий музыкального шоу «Фантастика» на Первом канале (с 23 сентября 2022 года).
Является лицом рекламной кампании сети «Эльдорадо». Был одним из создателей гоночной команды «BY Motorsport», выступавшей в Российской Дрифт Серии с 2021 по 2022 год.
Кирилл Папакуль — режиссёр, сценарист, актёр (Очень русский детектив, Квартирник у Маргулиса, Папины дочки).
Виталий Коломиец — сценарист, продюсеры проектов телеканала СТС.
Андрей Дерьков — музыкант. Лидер, вокалист и гитарист пост-рок группы «МАЙТАЙ».
Пётр Елфимов — музыкант. Являлся участником ансамбля «Песняры», представлял Белоруссию на Евровидении 2009
Марина Грицук — ведущая на белорусском ТВ. Была ведущей передач «Родителей в школу!», «Жди меня», «Наше утро», «Подъём» и других. Актриса юмористического шоу «Дизель Шоу» (2019—2022), «Очень русское ТВ».
Анна Розина (Паншина) — телеведущая «Доброе утро, Израиль!» на Девятом канале, радиоведущая радиостанции «Первое радио», Израиль (шоу «Идеальный выходной», «До и после любви»), сценарист сериалов «Сёстры», «Бедные Абрамовичи».
Вячеслав Муругов — заместитель генерального директора по развлекательному вещанию Национальная Медиа Группа, генеральный директор медиахолдинга «СТС Медиа».
Леонид Купридо — редактор Высшей лиги КВН с 2004 по 2012 год. Ныне редактор Международной лиги КВН.